# František Zelenický
František Zelenický (* 9. listopadu 1948) je český advokát a bývalý policejní ředitel Policie České republiky.

## Život
Od roku 1975 studoval Právnickou fakultu Univerzity Karlovy v Praze, kterou v roce 1980 úspěšně ukončil. Poté se věnoval policejní práci, od července roku 1991 byl prvním policejním ředitelem Policie České republiky. Na začátku roku 1992 na doporučení tehdejšího prvního náměstkem na Federálního ministerstva vnitra Jana Rumla kontroverzně odvolal z funkce zástupce ředitele Správy PČR v Severomoravském kraji Jiřího Sprušila, který na něj vzápětí podal trestní oznámení. V červenci 1992 policie provedla první velkou razii na prostitutky, pasáky a kapsáře na Václavském náměstí a okolí v Praze, které se Zelenický osobně aktivně účastnil, ale tato razie byla kritizována jako přehnaná a neefektivní.[zdroj?]
V srpnu 1992 opustil Zelenický českou policii a přešel do vedení české pobočky Interpolu, kterou od roku 1993 do roku 1997 řídil. Pozici ředitele Národní ústředny Interpolu musel opustit, neboť byl inspekcí vyšetřován pro podezření z kontaktů s podsvětím. Ačkoliv mu nebylo prokázáno porušení zákona, nadřízení považovali jeho tehdejší aktivity za neslučitelné s úrovní morálky vyžadované u policistů.
Od roku 1997 se věnuje soukromé advokátní praxi.